# 野島稔
野島稔（1945年5月23日—2022年5月9日），日本鋼琴家，出生於神奈川県横須賀市。在行內受頌為「鋼琴家中的鋼琴家」，尤精於演奏李斯特的作品。
3歲起在桐朋學園大學師從井口愛子學習鋼琴。1963年在日本音樂比賽獲得第一名。1966年赴莫斯科音樂學院留學，師從列夫·尼古拉耶维奇·奥博林。1968年參加海外派遣比賽優勝。1969年在美國范·克萊本國際鋼琴比賽中獲得二等獎，次年登上紐約卡內基音樂廳。以高超的技巧和精確的演奏聞名。
回日本後任教於桐朋學園大學。1981年和1985年受邀擔任范·克萊本國際鋼琴比賽評審，亦曾擔任李希特國際鋼琴大賽及仙台國際音樂大賽評審。於2006年在橫須賀市創辦野島稔橫須賀鋼琴大賽，並擔任評委主席。2011年4月起擔任東京音樂大學校長。
2022年5月9日逝世。

## 獲獎
- 1992年，有馬賞
- 2008年，第57屆神奈川文化賞
- 2014年，日本藝術院賞（日语：日本芸術院賞）[3]

## 外部連結
- YouTube上的野島稔頻道
- 野島稔的Discogs页面（英文）